# Феодор Мопсуестійський
Феодор Мопсуестійський (грец. Θεόδωρος Μοψουεστίας; 350–428) — ранньохристиянський теолог, єпископ Мопсуестійський, друг Івана Золотоустого. Засуджений посмертно на Другому Константинопольському соборі за погляди, співзвучні несторіанству.

## Біографія
Народився близько 350 року в Антіохії. Його батьки належали до багатого і знатного класу антіохійського суспільства.
Разом з Іваном Златоустом і єпископом селевкійським Максимом, відвідував школу знаменитого ритора Ліванія. У Ліванія він ревно вивчав і риторику, і філософію, і історію. Під впливом Івана Золотоустого, він разом з своїм другом Максимом, віддався подвижницькому життю.
Першим його вченим досвідом було складання тлумачення на псалми. У ньому всі пророчо-месіанські псалми, за винятком лише II, VIII, XLIV і CIX, він пояснював в буквальному історичному сенсі, відносячи їх до Єзекії або до Зоровавеля. Він був покликаний через деякий час до заняття церковних посад в Антіохії. Ймовірно, він послідовно виконував обов'язки читця і диякона, а потім вже був поставлений в сан пресвітера. Був учнем святого Флавіана, єпископа Антіохійського.
Про його діяльності в сані пресвітера мало інформації. У цей час він написав два великих полемічних твори: один спрямований проти помилок Арія, Евномія і Аполлінарія; інший написаний на захист Василія Великого проти Евномія і укладав в собі 25 книг. Він також писав твори «Проти Юліана Відступника» і «Проти перської магії».
Під кінець свого десятирічного перебування в сані пресвітера Феодора залишає Антіохію і переселяється в Тарс.
В кінці 392 або на початку 393 року возведений у сан єпископа Мопсуестійського в Кілікії.
У сані єпископа він продовжував боротися з різного роду єресями, особливо з аріанською. Такою своєю діяльністю в своїй і сусідніх єпархіях він скоро здобув прихильність імператора Феодосія Старшого.
Під весь час свого єпископського служіння Феодор не покидав своїх вчених літературних занять. Велика частина його праць була ним написана саме за цей час. Останньою його працею був трактат «Про законоположення».
Помер в 428 році, після 36-ти річного перебування на єпископській кафедрі.

## Осудження Феодора
У зв'язку з тим, що несторіани вказували на Феодора як на свого вчителя, в VI столітті, при Юстиніані I сталося його засудження. У цю епоху Візантійську імперію довгий час обурювало протистояння халкідонітів-діофізитів і нехалкідонітів-міафізитів, які звинувачували перших в сповіданні поділу у Христі, і Юстиніан I для відходу від таких звинувачень вирішив зробити удар по радикальному діофізитству, видавши засудження «трьох глав». Про цей документ почалася полеміка, і на скликаному (не без перешкод: римський папа був проти цього осуду) в 553 році в Константинополі V Вселенському соборі Феодор Мопсуестійський був відданийанафемі (поряд з окремими творами двох інших письменників, які поділяли ті ж погляди). Причому під час розгляду його справи оцінка його творів учасниками собору була жорсткою: «Анафема Феодору Мопсуетському і його творам; вони чужі Церкві, вони чужі православним, вони чужі Отцям, вони повні нечестя, вони повстають на Святе Письмо, анафема Феодору: він зганьбив Євангеліє, він поглумився над домобудівництвом нашого спасіння… Засуджуємо і анафемуємо… Феодора, який був єпископом в Мопсуестії, і його нечестиві твори». Таким чином, Католицькою і Православною Церквою він визнається єретиком.
В Ассирійській церкві Сходу Феодор разом з Несторієм і Діодором Тарським шануються як три грецьких святителя. Феодору приписується складання однієї з трьох літургій східно-сирійського обряду.